# Koshantschikovius schmitzi
Koshantschikovius schmitzi är en skalbaggsart som beskrevs av Bordat 1990. Koshantschikovius schmitzi ingår i släktet Koshantschikovius och familjen Aphodiidae. Inga underarter finns listade i Catalogue of Life.